# Oleg Valjalo
Oleg Valjalo (* 19. November 1970 in Dubrovnik) ist ein kroatischer Politiker der Sozialdemokratischen Partei Kroatiens.

## Leben
Valjalo studierte Wirtschaftswissenschaften an der Fakultät für Tourismus und Außenhandel in Dubrovnik. Von 2011 bis 2013 war er stellvertretender Minister für Tourismus in Kroatien. Er war vom  1. Juli 2013 bis zum 30. Juni 2014 Mitglied des Europäischen Parlaments. In den folgenden Jahren war er als Unternehmensberater und Finanzchef für verschiedene in Zagreb ansässige Unternehmen tätig.